# Maki Asakawa
Maki Asakawa (jap. 浅川マキ Asakawa Maki, ur. 27 stycznia 1942 w Mikawie (obecnie część Hakusan), zm. 17 stycznia 2010 w Nagoi) – japońska wokalistka, autorka tekstów i kompozytorka.